# Chapel Brook
Chapel Brook ist ein 173 Acres (70 ha) großes Naturschutzgebiet bei der Stadt Ashfield im Bundesstaat Massachusetts der Vereinigten Staaten und wird von der Organisation The Trustees of Reservations verwaltet. Zugleich bezeichnet der Name einen 6 km langen Fluss, der durch das Schutzgebiet führt und im Einzugsgebiet des Deerfield River liegt, der über den Connecticut River in den Long Island Sound mündet.

## Geschichte
Im Jahr 1765 zogen die ersten Siedler in das Gebiet und rodeten den Wald, um Platz für Weideflächen zu schaffen. Um 1831 grasten dort bereits mehr als 8.000 Schafe. Etwa zur gleichen Zeit wurden zwei Getreidemühlen an den Chapel Falls errichtet. Oberhalb des Wasserfalls entstand eine Schule mit zwei Räumen, die zugleich als Kapelle diente. Die Siedler zogen jedoch weiter in Richtung Westen, und die Natur erlangte nach und nach wieder die Herrschaft über das Gebiet.
1964 wurden die ersten Bereiche des heutigen Schutzgebiets den Trustees of Reservations geschenkt, weitere Käufe erfolgten 1981 und 1989. 1992 wurden den Trustees ergänzende Bereiche geschenkt.

## Schutzgebiet
Das Schutzgebiet ist für seine raue und ursprüngliche Landschaft bekannt, die vorwiegend aus Waldgebieten mit dichtem Unterholz besteht, durch die saisonal verschiedene Bäche und Flüsse führen. Darüber hinaus gibt es einige Aussichtspunkte auf die Umgebung.
Zu den Sehenswürdigkeiten von Chapel Brook gehören der Wasserfall Chapel Falls und der 1.420 ft (432,8 m) hohe Pony Mountain. Der Anstieg über den Hauptweg auf den Berg ist trotz seiner vergleichsweise geringen Höhe körperlich anstrengend und endet abrupt an einer vertikalen, 100 ft (30,5 m) hohen Wand, die Chapel Ledge genannt wird und bei erfahrenen Kletterern sehr beliebt ist. Für weniger versierte Wanderer steht ein alternativer, jedoch mit 0,5 mi (0,8 km) deutlich längerer Weg zum Gipfel zur Verfügung. Insgesamt können im Schutzgebiet 2 mi (3,2 km) Wanderwege genutzt werden. Die Chapel Falls sind üblicherweise wenig aufregend, schwellen aber saisonal zu einem reißenden Wasserfall an. Der Fluss hat im Laufe der Zeit einige Vertiefungen und Teiche in den Boden gewaschen, die auch im Sommer noch kühles Wasser führen.
Das Schutzgebiet ist vom 1. April bis zum 1. Dezember tagsüber geöffnet und kostenfrei zugänglich.